# Apogon isus
Apogon isus är en fiskart som beskrevs av Randall och Böhlke, 1981. Apogon isus ingår i släktet Apogon och familjen Apogonidae. Inga underarter finns listade i Catalogue of Life.